# Франсиско де Бурбон-и-Бурбон
Франсиско Энрике де Бурбон-и-Бурбон (исп. Francisco de Paula Enrique María Luis de Borbón y Borbón; 16 ноября 1912, Сантандер — 18 ноября 1995, Мадрид) — испанский аристократ и гранд. Дальний родственник испанской королевской семьи. Генерал-лейтенант и командир кавалерии испанской армии.

## Биография
Франсиско родился в Сантандере. Младший (второй) сын Франсиско де Бурбона-и-де-ла-Торре (1882—1953) и Энрикеты де Бурбон-и-Параде, 4-й герцогини Севильской (1885—1967). Он происходил из морганатической линии испанской династии Бурбонов и четвероюродным дядей короля Испании Хуана Карлоса I.
Во время Гражданской войны в Испании в 1936 году офицер Франсиско де Бурбон участвовал в военных действиях на стороне националистов в составе карлистских отрядов «рекете». Он закончил войну в звании полковника кавалерии.
После смерти своей матери он отказался 2 марта 1968 года от своих претензий на титул герцога Севильского в пользу своего старшего сына, Франсиско де Бурбона-и-Эскасани.

## Браки и дети
1-я жена с 4 октября 1942 года Энрикета Эскасани-и-Мигель (13 октября 1925 — 16 мая 1962). У пары было два сына:
- Франсиско де Бурбон-и-Эскасани, 5-й герцог Севильский (16 ноября 1943 — 20 мая 2025), был женат с 7 июля 1973 года в Баден-Бадене на Графине Беатрис Вильгельмина Паула фон Харденберг (8 июня 1947—14 марта 2020), дочери графа Гюнтера фон Харденберга и принцессы Марии Йозефы Эгона цу Фюрстенберг, развод 30 июня 1989 года в Мадриде, трое детей:
  - Оливия Энрикета Мария Хосефа де Бурбон и Харденберг (родилась 6 апреля 1974 года в Лондоне), замужем за Хулиан Поррас Толедано (родился 3 октября 1982 года в Кастилья-ла-Манча) с 4 октября 2014 года в Марбелье, двое детей
    - Флавия Мария Хосефа Поррас и де Бурбон (род. 30 ноября 2016 г.)
    - Фернандо Энрике Поррас и де Бурбон (родился 14 августа 2018 года)

  - Кристина Елена де Бурбон и Харденберг (2 сентября 1975 года в Мадриде - 13 февраля 2020 года в Мадриде)
  - Франсиско де Паула Хоакин де Бурбон и Харденберг (родился 21 января 1979 года в Мадриде)
- Альфонсо Карлос де Бурбон-и-Эскасани (10 февраля 1945 — 10 мая 2025), женат с 2 июля 1971 года в Мадриде на Мария Луиза Йорди и Вильякампа (род. 15 апреля 1949), дочь Люсьена Йорди и Марии Луизы Вильякампа, двое детей:
  - Альфонсо Николас Энрике де Бурбон-и-Йорди (род. 16 ноября 1973 года в Мадриде), женат на Мария Евгения Силва Эрнандес-Манча (родилась 13 января 1976 года в Мадриде), дочери Антонио Силва Харакемада и Мария Евгения Эрнандес, двое детей:
    - Альфонсо де Бурбон-и-Силва (род. 1 апреля 2014 года в Мадриде)
    - Херонимо де Бурбон-и-Силва (род. 14 июня 2017 года в Мадриде)

  - Алехандра Мария Луиза де Бурбон-и-Йорди (родилась 24 мая 1976 года в Мадриде), замужем за Хуан Боско де Уссия Хорнедо, сын Альфонсо де Уссия и Муньос-Сека и Марии дель Пилар Хорнедо и Мугиро с 20 июня 2008 года в Гвадалахаре, развод в 2018, двое детей:
    - Тристан де Уссия-и-Бурбон (род. 31 октября 2011 года в Мадриде)
    - Сантьяго де Уссия-и-Бурбон (род. 31 октября 2011 года в Мадриде)

2-я жена с 15 марта 1967 года Мария де Лопес-и-Сальвадор (1928—2002). У супругов был один сын:
- Энрике де Бурбон-и-Лопес (род. 18 марта 1970)

## Орден Святого Лазаря

Герб великого магистра Ордена Святого Лазаря

- Коадъютор великого магистра Ордена Святого Лазаря (1935—1959)
- Великий магистр Ордена Святого Лазаря (1959—1967, 1973—1995)

Во время его пребывания в должности великого магистра Орден Святого Лазаря подвергся расколу, который привёл к созданию двух линий: мальтийской (сторонники герцога Севильского) и французской (сторонники Шарля-Филиппа Орлеанского, герцога Немурского, и Пьера-Тимолеона де Коссе-Бриссака, 12-го герцога де Бриссака). Франсиско де Бурбон продолжал руководитель мальтийским отделением ордена до своей смерти в 1995 году. Под его руководством в 1986 году состоялась попытка воссоединения Орден Святого Лазаря. В 1995 году после смерти Франсиско де Бурбона титул великого магистра унаследовал его старший сын — Франсиско де Бурбон-и-Эскасани, 5-й герцог Севильский. В 2008 году два отделения Ордена воссоединились.

## Генеалогия
| Франсиско де Бурбон-и-Бурбон — предки |
| --- |
| Патрилинейный список — генеалогическая линия родства от отца к сыну 1. Роберт II, граф Вормсгау, ок. 765—807 2. Роберт III, граф Вормсгау, 800—834 3. Роберт Сильный, 820—866 4. Роберт I, 866—923 5. Гуго Великий, 898—956 6. Гуго Капет, ок. 939—996 7. Роберт II, 972—1031 8. Генрих I, 1008—1060 9. Филипп I, 1052—1108 10. Людовик VI, 1081—1137 11. Людовик VII, 1120—1180 12. Филипп II Август, 1165—1223 13. Людовик VIII, 1187—1226 14. Людовик IX, 1214—1270 15. Роберт, граф де Клермон, 1256—1317 16. Людовик I, герцог де Бурбон, 1279—1342 17. Жак I де Бурбон, граф де ла Марш, 1319—1362 18. Жан I де Бурбон, граф де ла Марш, 1344—1393 19. Людовик I, граф де Вандом, 1376—1446 20. Жан VIII, граф де Вандом, 1426—1478 21. Франсуа, граф де Вандом, 1470—1495 22. Карл, герцог Вандомский, 1489—1537 23. Антуан де Бурбон, герцог Вандомский, 1518—1562 24. Генрих IV, 1553—1610 25. Людовик XIII, 1601—1643 26. Людовик XIV, 1638—1715 27. Людовик Великий Дофин, 1661—1711 28. Филипп V, 1683—1746 29. Карл III, 1716—1788 30. Карл IV, 1748—1819 31. Инфант Франсиско де Паула де Бурбон, 1794—1865 32. Энрике (герцог Севильский, 1823—1870), 1823—1870 33. Франсиско де Паула де Бурбон-и-Кастельви, 1853—1942 34. Франсиско де Паула де Бурбон-и-де-ла-Торре, 1882—1952 35. Франсиско де Бурбон-и-Бурбон, 1912—1995 |